# París-Roubaix 1921
La París-Roubaix 1921 fou la 22a edició de la París-Roubaix. La cursa es disputà el 27 de març de 1921 i fou guanyada pel francès Henri Pélissier, que d'aquesta manera aconseguia la seva segona victòria en aquesta cursa, després de l'aconseguida el 1919.

## Classificació final
|    | Ciclista          | Equip            | Temps |
| -- | ----------------- | ---------------- | ----- |
| 1  | Henri Pélissier   | JB Louvet - Soly |       |
| 2  | Francis Pélissier | JB Louvet - Soly |       |
| 3  | Léon Scieur       | La Française     |       |
| 4  | René Vermandel    | -                |       |
| 5  | Romain Bellenger  | Peugeot          |       |
| 6  | Paul Deman        | -                |       |
| 7  | Hector Tiberghien | -                |       |
| 8  | Félix Goethals    | -                |       |
| 9  | Émile Masson      | Alcyon           |       |
| 10 | Alfred Steux      | -                |       |